# Sint-Laurentiuskerk (Oud Gastel)

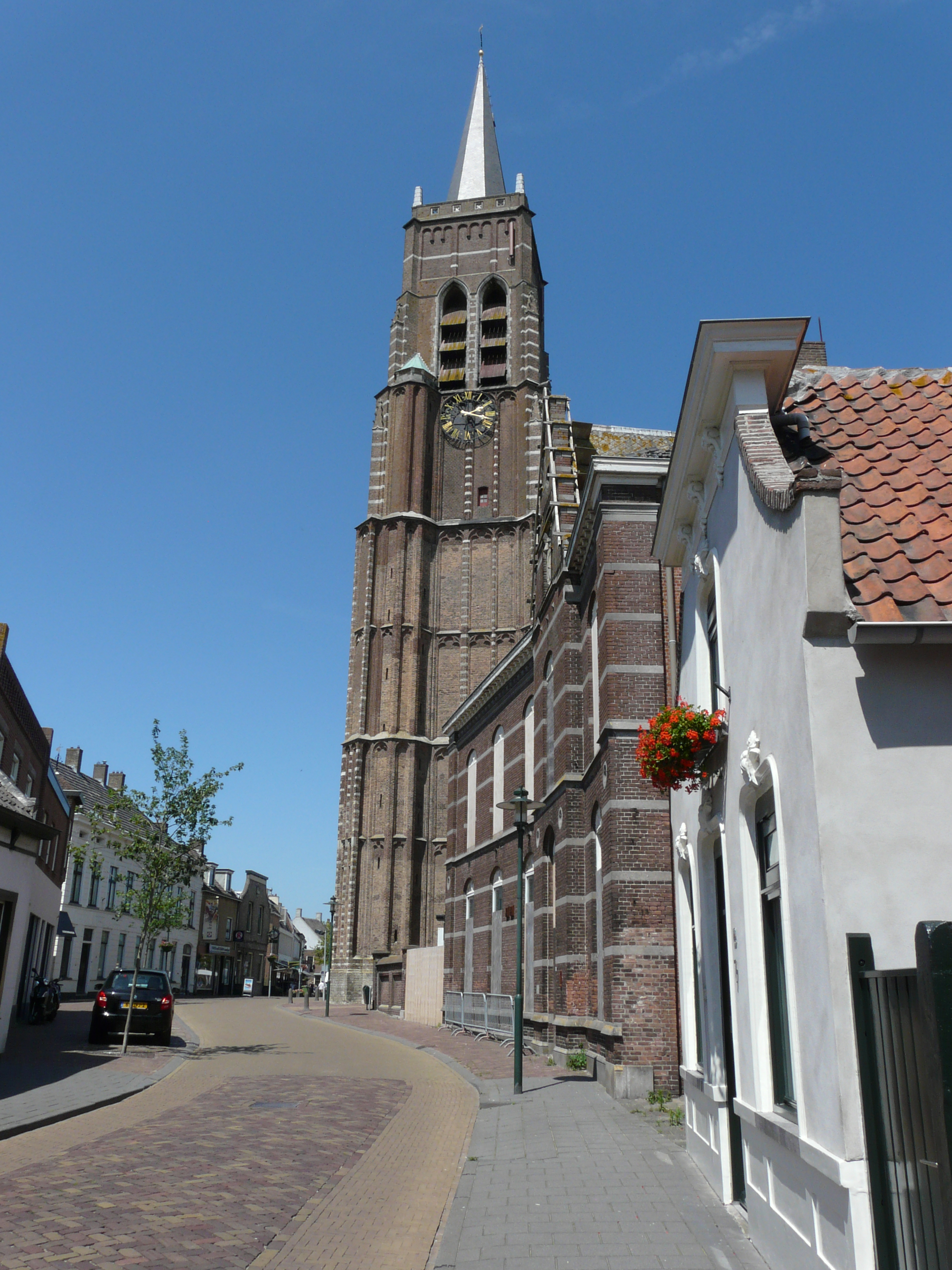
Sint-Laurentiuskerk

De Sint-Laurentiuskerk is de parochiekerk van Oud Gastel. Het is een neogotisch kerkgebouw uit 1906, voorzien van een toren uit omstreeks 1450. Deze bevindt zich aan Kerkstraat 3.

## Geschiedenis
In 1276 werd Gastel een zelfstandige parochie, gewijd aan Sint-Laurentius. Het patronaatsrecht was in handen van de Sint-Bernardusabdij te Hemiksem. Omstreeks 1450 werd een gotische kerk gebouwd, die uiteraard een voorganger heeft gehad.
In 1648 werd de kerk genaast door de hervormden en bleef als protestantse kerk in gebruik tot 1799, toen de katholieken hem weer terugkregen. Zij bouwden echter in 1906 een nieuwe, neogotische, kerk, ontworpen door Gerardus Jacobus van Swaaij. De middeleeuwse kerk werd gesloopt, maar de toren bleef behouden en deze siert nu het neogotische kerkgebouw.

## Gebouw en interieur
Het betreft een driebeukige bakstenen kruiskerk, maar het transept springt nauwelijks uit. Van belang is het interieur dat nog een volledige neogotische inventaris toont. Er zijn glas-in-loodramen door Frans Nicolas jr., een hoogaltaar door J. Brom, een Heilige-Familie-altaar en een Bernardusaltaar door Jan Custers. De kerk bevat ook neogotische banken, smeedijzeren kroonluchters en tal van beelden en beeldengroepen.
Het orgel heeft een neogotisch front uit 1910. Het orgel is afkomstig uit de Sint-Bernardusabdij van Hemiksem. Het bevat nog zeldzaam pijpwerk uit 1690 van Jean-Baptiste Forceville.

## Toren
De toren stamt uit ongeveer 1450. Ze bestaat uit vier geledingen met overhoekse steunberen. Tegen de zuidmuur vindt men een veelhoekige traptoren. In 1671 was er een brand in de bovenste geleding. In 1696 werd deze hersteld. Ook werd toen een spits aangebracht. Het torenuurwerk, door Petrus Megan, stamt uit 1704. De toren werd gerestaureerd in 1865 en van 1952-1959.